# NGC 6784A
NGC 6784A је елиптична галаксија у сазвежђу Паун која се налази на NGC листи објеката дубоког неба.
Деклинација објекта је - 65° 37' 3" а ректасцензија 19h 26m 35,7s. Привидна величина (магнитуда) објекта NGC 6784 износи 13,7 а фотографска магнитуда 14,7. NGC 6784A је још познат и под ознакама ESO 104-55A, PGC 63210.